# Cratere Flaiano
Flaiano  è un cratere sulla superficie di Mercurio. Il cratere è dedicato allo scrittore italiano Ennio Flaiano .